# حاسيات الشكل
حاسيات الشكل (الاسم العلمي: Atherinomorphae) هي طبقة من الأسماك تتبع الصنف جديدات الزعانف من طائفة شعاعيات الزعانف.

## التصنيف
- بطحيشيات الشكل
  - البطحيشية